# Sebastian Thott
Sebastian Axel Fredrik Thott, född 6 oktober 1981 i Danderyd, Stockholms län, är en svensk musikproducent och låtskrivare.
Under åren 2002–2006 var Sebastian Thott en del av Location Songs tillsammans med Kristian Lundin, Andreas Carlsson, Jake Schultze, Didrik Thott, Carl Falk med flera.
År 2013 tilldelades Sebastian Thott tillsammans med låtskrivarna Didrik Thott, Johan Becker och Sharon Vaughn priset, Foreign Work Award, för "Rising Sun". Låten "Rising Sun" genererade mest royalties av alla verk skapade av utländska låtskrivare i Japan. Det är den japanska motsvarigheten till STIM, JASRAC, som delar ut priset. Vinnarlåten hette ursprungligen Runaway men fick den en ny titel med japansk sångtext. Singeln är inspelad av den japanska popgruppen Exile och är utgiven till förmån för offren för Fukushima-katastrofen. Genomslaget blev stort. Låten blev en symbol för Japans väg tillbaka efter tsunamin och har sålt över en miljon nedladdningar som ringsignal till mobiltelefoner, en halv miljon singlar och en miljon album.

## Låtar i urval
- Céline Dion – "Let Your Heart Decide"
- Céline Dion – "Tous les secret"
- Girls' Generation – "Stay Girls"
- Girls' Generation – "All My Love Is for You"
- EXILE - "Rising Sun"
- Itzy – "Sneakers"
- Itzy – "Boys Like You"
- Lindsay Lohan – "Disconnected"
- Dannii Minogue – "I'm Sorry"
- September – "Walk Away"
- Westlife – "Obvious"
- Westlife – "Amazing"
- Westlife – "Hit You with the Real Thing"
- Westlife – "Maybe Tomorrow"